# Epicypta maculosa
Epicypta maculosa är en tvåvingeart som beskrevs av Loïc Matile 1979. Epicypta maculosa ingår i släktet Epicypta och familjen svampmyggor. Inga underarter finns listade i Catalogue of Life.